# Pfaffenbusch (Naturschutzgebiet)
Koordinaten: 51° 41′ 47″ N, 11° 31′ 58″ O
Der Pfaffenbusch ist ein Naturschutzgebiet in der Stadt Aschersleben im Salzlandkreis in Sachsen-Anhalt.
Das Naturschutzgebiet mit dem Kennzeichen NSG 0074 ist 7,9 Hektar groß. Es ist Bestandteil des FFH-Gebietes „Trockenhänge im Wippertal bei Sandersleben“. Das Gebiet steht seit 1926 unter Schutz (Datum der Verordnung: 25. Januar 1926). Zuständige untere Naturschutzbehörde ist der Salzlandkreis.
Das Naturschutzgebiet liegt nordwestlich von Sandersleben (Anhalt) und westlich von Freckleben. Es stellt einen Waldrest in einem schluchtartig eingetieften Seitentälchen der Wipper am Rande der Sanderslebener Höhe unter Schutz. 
An den Hängen und im Tal haben sich unterschiedliche Waldgesellschaften entwickelt. So stockt auf flachgründigen, warmen Standorten am Südoberhang ein Fingerkraut-Eichenwald mit Stieleiche, Traubeneiche und Feldahorn in der Baumschicht. Die Strauchschicht wird von Rotem Hartriegel, Europäischem Pfaffenhütchen und Gewöhnlichem Liguster gebildet. In der Krautschicht finden sich Türkenbundlilie, Nickendes Perlgras, Schwarze Platterbse, Weißes Fingerkraut, Diptam, Eichenlattich, Großblütiger Fingerhut und Pfirsichblättrige Glockenblume. 
Am Südmittelhang stockt Hainbuchen-Feldulmenwald mit Sommerlinden, Haselwurz und Waldflattergras, Wiesenschlüsselblumen bzw. Feldahorn.
An tiefergründigen Standorten stockt Traubeneichen-Hainbuchenwald, in dessen Krautschicht an frischen Unterhängen Straußblütige Wucherblume, Bärenschote, Waldlabkraut, Verschiedenblättriger Schwingel und Geflecktes Lungenkraut zu finden sind.
Das Naturschutzgebiet weist eine artenreiche Avifauna auf. So wurden hier knapp fünfzig Brutvogelarten nachgewiesen. 
Das Naturschutzgebiet ist nahezu vollständig von Ackerflächen umgeben.